# Антон Златанов
Антон Николаев Златанов е български полицай, главен комисар, доктор, заместник-директор (2020) и директор на Столична дирекция на вътрешните работи (СДВР) през 2021 г. и на Главна дирекция „Гранична полиция“ от 16 юни 2023 г.

## Биография
Роден е на 8 октомври 1976 г. в София. Отбил е военната си служба през 1996 г. в ШЗО „Христо Ботев“ в град Плевен.
През 2016 г. след публична защита на дисертационен труд в Академия на МВР (АМВР), му е присъдена образователна и научна степен „доктор“ в професионално направление „Национална сигурност“.
Преди това, през 2000 г. завършва висше образование в УНСС по специалността „Планиране и прогнозиране на икономически системи“, а през 2002 г. магистратура по „Международни икономически отношения“ в Стопанската академия в Свищов.
Постъпва в МВР през 1997 г. като полицай в отдел „Охранителна полиция“, а впоследствие работи и по линия „Криминална полиция“. Последователно е старши полицай, инструктор, инспектор в СДВР. От 2008 година след спечелен конкурс преминава на ръководна длъжност като началник на група в отдел „Специализирани полицейски сили“, а впоследствие е началник на група „Хулиганство, екстремизъм и спортни мероприятия“. В отделни периоди е началник на сектор „Масови мероприятия“ и заместник-началник на отдел „Охранителна полиция“. На 13 май 2015 г. е назначен за заместник-директор на СДВР. От 19 май 2021 г. е директор на Столичната дирекция на вътрешните работи. Освободен е от поста директор на 28 юни 2021 г. и е преназначен на поста заместник-директор на СДВР. Впоследствие заема и длъжността заместник-началник на 04 Районно управление. От 16 юни 2023 г. е директор на Главна дирекция „Гранична полиция“.
Многократно награждаван, включително с Почетни знаци на МВР 3-та, 2-ра и 1-ва степен и с отличие „За доблест и заслуги“ Архив на оригинала от 2022-02-03 в Wayback Machine., както и със сребърен Почетен знак и грамота на Министерство на външните работи (за организацията на мерките за сигурност при Срещата на високо ниво на ОССЕ през 2004 г. През 2013 г. е награден с оръжие от Министъра на вътрешните работи.
Преминал курсове на обучение в Интерпол и Европейски полицейски колеж, както и в полицейски академии и училища в Холандия, Белгия, Израел, Германия, Швеция, Португалия, Финландия, Естония, Франция, Чехия, Полша, Великобритания, Испания и др. в направленията „Обществен ред и управление на тълпа“, „Радикализъм и екстремизъм“, „Мащабни масови мероприятия“, „Противодействие на футболното хулиганство“, „Управление на кризи и кризисен мениджмънт“, „Сигурност на големите градове“ и др.
През 2016 г. завършва специализирана тренировъчна програма в Полицейската академия на Китай в Шанхай и Пекин, а през 2018 г. – едномесечен курс на тема „Иновативни методи в разследването“ в Международния университет по криминалистически науки в Гуджарат, Индия. През 2020 г. специализира в Израел на тема „Противодействие на глобалния тероризъм и антисемитизъм“.
В практиката е познат като част от организаторските екипи на МВР по обезпечаване на сигурността при редица мащабни масови мероприятия, голяма част от които ръководи лично. Сред тях са посещенията на държавни делегации, водени от Президентите на САЩ Джордж Буш и на Русия Владимир Путин, на Папа Йоан Павел II и на Папа Франциск, на срещите на върха на ОССЕ и НАТО, както и редица други държавни визити. 
През 2018 г. е отговорен за организацията и мерките за сигурност по време на българското председателство на Съвета на Европа, като е ръководител на Временния оперативен щаб. Познат е като ръководител и на други масови мероприятия като футболни и спортни събития, протестни прояви, както и на редица специализирани операции по противодействие на криминалната престъпност.
По негова идея и инициатива е въведена стратегията за де-ескалация на напрежение при протестни мероприятия „Анти-конфликт полиция“. От ръководството на МВР му е възложено разработването на концепция за противодействие на футболното хулиганство, която стартира през 2008 г., като Златанов оглавява и първото щатно обособено звено в МВР по тази линия. През 2010 г. създава първата официална страница във Фейсбук на полицейска структура „СДВР Столична полиция“.
Преподавател в магистърска програма "Сигурност и противодействие на радикализацията и тероризма“ във Военна академия „Г. С. Раковски“, в катедра „Спорт и сигурност“ на Национална спортна академия, както и във Факултет „Полиция“ на Академия на МВР. Лектор в редица международни курсове в направлението „Обществен ред и управление на тълпа“ на Европейски полицейски колеж (CEPOL). Автор на монография „Теоретични и правни аспекти в дейността на полицията по опазване на обществения ред при масови мероприятия“, изд. на АМВР.
По време на протестите в България през 2020 г. е заместник-директор на СДВР и ръководи специализираната полицейска акция на 2 септември 2020 г., като цялостното ръководство по време на охраната на протеста е от служители на СДВР. За извършени нарушения срещу СДВР са заведени редица дела от потърпевши, завършили с осъдителни присъди.
Със заповед на министъра на вътрешните работи от 16.06.2023 г. е преназначен за директор на Главна дирекция „Гранична полиция“. Първоначално той отказва да заеме длъжността по лични съображения., но по-късно се съгласява и заема поста като титуляр. Архив на оригинала от 2022-03-02 в Wayback Machine.